# Jorge Sánchez (ur. 1993)
Jorge Alberto Sánchez López (ur. 14 lutego 1993 w Celayi) – meksykański piłkarz występujący na pozycji środkowego lub defensywnego pomocnika, od 2025 roku zawodnik nikaraguańskiego Realu Estelí.